# Ghiacciaio del Felik
Il Ghiacciaio del Felik è ormai un piccolo apparato glaciale che dal Colle del Felik scende fino al Rifugio Quintino Sella al Felik.
È delimitato a Ovest dalla Punta Perazzi e a Est da un salto di roccia che lo separa dal Ghiacciaio del Lys.

## Vie alpinistiche
È percorso da tutte le cordate che dal Rifugio Quintino Sella partono per salire vie di diverse difficoltà. Dal più facile Castore (F +) al Lyskamm Occidentale e la traversata all'Orientale (AD+).
Le cime meno frequentate sono la Punta Perazzi, la Punta Felik, e la traversata al Naso del Lyskamm, per poi scendere alla Capanna Gnifetti.
È anche frequentata la parete Sud del Castore.

## Leggenda
Il ghiacciaio è protagonista di una leggenda molto particolare. Un tempo, dove ora sorge il Ghiacciaio del Felik, vi era una città ricca e prospera. Gli abitanti erano malvagi e un giorno Dio mandò la neve eterna sulla città. Un alpinista, in una giornata particolarmente calda e annebbiato dalla fatica, affermò di aver visto la punta di un campanile.